# Neal Stephenson
Neal Stephenson, que a vegades utilitza el pseudònim Stephen Bury, (Fort Meade, Maryland, EEUU, 31 d'octubre de 1959) és un escriptor estatunidenc de ciència-ficció que, sobretot, escriu sobre ordinadors i les tecnologies que s'hi relacionen, com la nanotecnologia, tot i que no pertany a l'escola d'escriptors ciberpunk, com William Gibson o Bruce Sterling.
Les seves novel·les són generalment catalogades com a ficció especulativa, tot i que també reben etiquetes com ara ficció històrica, ciberpunk, postciberpunk o barroquisme. Alguns dels temes recurrents en les novel·les de Stephenson són les matemàtiques, la criptografia, la filosofia, la moneda i la història de la ciència. També escriu articles de no-ficció sobre tecnologia en publicacions periòdiques com la revista Wired.

## Vida personal
Nascut el 31 d'octubre de 1959 a Fort Meade (Maryland, Estats Units), Stephenson procedeix d'una família d'enginyers. El seu pare era professor d'enginyeria elèctrica, mentre que el seu avi patern era professor de física. La seva mare treballava en un laboratori de bioquímica, i el seu pare era professor de bioquímica. La família de Stephenson es traslladà a Champaign, Illinois, el 1960 i el 1966 a Ames (Iowa). Es va graduar a l'Institut Ames el 1977.
Stephenson va estudiar a la Universitat de Boston, primer especialitzant-se en física i és tard en geografia, després de descobrir que això li permetria passar més temps utilitzant l'ordinador mainframe de la Universitat. Es va graduar el 1981. Des de 1984 Stephenson ha viscut majorment al Nord-oest del Pacífic i actualment resideix a Seattle amb la seva família.

## Obra
Tot i que té alguna novel·la anterior, com La gran O (1984) i Zodiac: el «thriller» ecològic (1988), la fama li va arribar a principis dels anys 1990 amb la novel·la Snow Crash (1992), on mescla memes, virus informàtics i altres motius d'alta tecnologia amb la mitologia sumèria amb un estil que, de forma divertida, imita al cyberpunk que es va posar de moda pocs anys abans amb la publicació de Neuromàntic.
La llista de les seves novel·les posteriors inclou títols com: Interfície (1994), L'era del diamant: Manual il·lustrat per a jovenetes (1995), que tracta d'un futur en el qual la nanotecnologia està molt estesa i que va obtenir els premis Hugo i Locus, La tela d'aranya (1996), i Criptonomicón (1999), una novel·la que barreja l'especulació científica en els camps dels ordinadors i la criptografia en el context històric de la Segona Guerra Mundial i el suposat intent en el present de crear un paradís de dades, i que li va permetre tornar a guanyar el Locus i el favor generalitzat dels lectors.
Més recentment ha tornat a la mateixa línia d'especulació científic-històrica, amb les novel·les del «cicle barroc»: Argent viu (2003), La Confusió (2004) i El Sistema del Món (2004). El Sistema del Món va guanyar el Premi Prometheus en 2005.
Amb el llançament d'Argent viu, Stephenson va inaugurar la Metaweb (pàgina principal (anglès) de la versió parcialment preservada per Wayback Machine a 5 d'abril de 2006), una wiki en la qual es comenten les idees i el període històric que s'explora en la novel·la. Des del 25 d'abril de 2007 aquesta wiki no està activa.
El 2008, Stephenson va publicar una novel·la titulada Anatema, un treball molt llarg i detallat que entraria en la categoria de ficció especulativa. Està ambientada en un món similar a la Terra (potser una realitat alternativa), i aborda temes metafísics.
Al maig de 2010, es va anunciar la producció d'un projecte de ficció multimèdia anomenat The Mongoliad, el quin estaria centrat al voltant un fil narratiu escrit per Stephenson i altres autors de ficció especulativa.
REAMDE va ser llançat el 20 de setembre de 2011. El títol és un joc de paraules amb el conegut nom d'arxiu README. Aquest thriller, ambientat en el present, se centra en un grup de desenvolupadors d'un MMORPG atrapats enmig de cibercriminals xinesos, terroristes islàmics i la màfia russa.
El 7 d'agost de 2012, Stephenson va llançar una col·lecció d'assajos i altres articles de ficció prèviament publicats, titulat Some Remarks: Essays and Other Writing. Aquesta col·lecció també inclou un nou assaig i una novel·la curta creats específicament per a aquest volum.
En 2012, Stephenson va llançar una campanya de Kickstarter per CLANG, un joc de fantasia realista de combats amb espasa. El joc utilitza control per moviment per proporcionar una experiència immersiva. El joc contindrà un món i un argument propi. L'objectiu de la campanya d'obtenir mig milió de dòlars va ser aconseguit pel 9 de juliol de 2012 en Kickstarter. Els diners per al projecte es va esgotar al setembre de 2013
El 2015 Neal Stephenson va publicar Seveneves, que tracta de temes científics i tecnològics, i com aquests interactuen amb els personatges i la civilització durant un lapse en particular de la història en què la lluna es destrueix i part de la humanitat ha de sobreviure a l'espai.

## Obres
Ficció
- La gran O (1984)
- Zodiac: el «thriller» ecològic (1988)
- Snow Crash (1992) - Nominat al Premi BSFA en 1993 i al Premi Arthur C. Clarke en 1994
- Interfície (1994) amb J. Frederick George, com "Stephen Bury"
- L'era del diamant - Manual il·lustrat per a jovenetes (1995) - Guanyador del Premi Hugo i del Premi Locus en 1996, nominat al Premi Nebula, al Premi John W. Campbell Memorial i al Premi Arthur C. Clarke
- La tela d'aranya (1996) amb J. Frederick George, com "Stephen Bury"
- Criptonomicón (1999) - Guanyador del Premi Locus, del Premi Hugo i del Premi Arthur C. Clarke l'any 2000, guanyador del Premi Premio Prometheus: Hall of Fame en 2013
- Cicle Barroc:

1. 'Argent viu (2003), publicada en espanyol en tres volums (Argent viu, El Rei dels Rodamóns i Odalisca) - Guanyador del Premi Arthur C. Clarke de 2004, nominat al Premi Locus de 2004
2. La Confusió (2004), publicada en espanyol en dos volums (La Confusió I i La Confusió II) - Guanyador de Premi Locus de 2005
3. El Sistema del Món (2004), publicada en tres volums l'any 2006 (L'Or de Salomón, Moneda i El Sistema del Món) - Guanyador del Premi Locus i del Premi Prometheus en 2005, nominat al Premi Arthur C. Clarke

- Anatema (2008) - Guanyador del Premi Locus de 2009, nominat al Premi BSFA de 2008 i al Premi Hugo i Premi Arthur C. Clarke en 2009
- The Mongoliad (2010–2012)
- REAMDE (2011)
- Seveneves (2015)

No ficció
- Al principi hi hagué la línia d'ordres (2003) ISBN 978-84-932-9822-7